# Gururin
Gururin (ぐるりん?) è un videogioco arcade di genere rompicapo sviluppato da Face e pubblicato da SNK nel 1994. È il primo titolo della compagnia realizzato per la scheda hardware Neo Geo. In esso, i giocatori devono abbinare tre persone con il rispettivo vestito colorato, ruotando il campo di gioco per riorganizzarle.

## Modalità di gioco
Gururin è un gioco di abbinamento dei blocchi che ricorda Columns e Puyo Puyo, in cui il giocatore guadagna punti cercando di abbinare verticalmente o orizzontalmente (mai in diagonale) tre persone che indossano abiti dello stesso colore per diventare guerrieri, all'interno di un campo quadrato. Oltre alla modalità singola, il titolo offre anche una modalità competitiva per due giocatori in cui un utente compete contro un avversario controllato dal computer o contro altri utenti in partite contro per diventare il vincitore.
Il giocatore, premendo A o B può ruotare il campo stesso a sinistra o a destra, in modo da modificare la posizione dei personaggi. A volte, appare una freccia che indica il modo corretto per abbinare tre persone dello stesso colore. Occasionalmente, potrebbe entrare in scena un blocco speciale che provoca un effetto casuale sulla partita in corso: ad esempio, il vortice fa ruotare il campo velocemente per qualche secondo, il peso elimina istantaneamente una fila di più persone, la corona o il diamante regalano determinati punti aggiuntivi. Infine, se il campo viene interamente occupato, la partita finisce, a meno che il giocatore non inserisce altri crediti per continuare a giocare.

## Accoglienza
Gururin ha ricevuto recensioni contrastanti dalla critica sin dalla sua uscita iniziale. Kyle Knight di AllGame ha criticato la grafica, il sound design, la difficoltà e la curva di apprendimento, ma ha elogiato il gameplay avvincente e la meccanica di rotazione. In una recensione retrospettiva, Gonçalo Lopes di Nintendo Life ha considerato la grafica e la musica surreali e psichedeliche, nonostante fossero standard per il genere, ma criticate per essere complicate per i giocatori, raccomandando altri titoli sul Neo Geo come Puzzled, Magical Drop e Puzzle Bobble. In un'altra recensione retrospettiva, Gabriel Jones di Cubed3 ha criticato il suo livello di complessità e la curva di apprendimento, affermando che era in netto contrasto con la filosofia "prendi e gioca" di altri titoli arcade.